# Джабір I ас-Сабах
Джабір ібн Абдаллах ас-Сабах або Джабір I Щедрий (араб. جابر بن عبد الله; бл. 1770–1859) — третій емір Кувейту.

## Біографія
Був старшим сином і спадкоємцем еміра Абдаллаха I. Успадкував кувейтський престол після смерті батька у травні 1814 року.
Правління Джабіра припало на період, що його традиційно називають Pax Britannica — часи домінування Британської імперії на морі та в міжнародних відносинах. Кувейт опинився у точці перетину інтересів двох могутніх держав — Британської та Османської імперій. Велика Британія мала свої інтереси у Перській затоці, якою пролягав найкоротший на той момент шлях до Індії. Коли дипломатичними вмовляннями, коли обіцянками грошей англійці зуміли переконати правителів багатьох прибережних володінь відмовитись від суверенітету в обмін на військову та фінансову підтримку Британії. Джабір був одним з небагатьох правителів, хто тоді встояв перед британцями та співпрацював з турками-османами. 1819 року кувейтці брали участь у забезпеченні єгипетсякої армії під час її аравійської кампанії. 1842 року Джабір надав туркам-османам флот для участі у знятті облоги з Медини, яку організували мунтафіки. Водночас 1840 року кувейтський емір Джабір уклав з Великою Британією договір про боротьбу з піратством у Перській затоці. То був перший повноцінний зовнішньополітичний акт, укладений Кувейтом.
Останні роки правління еміра Джабіра пройшли у мирі та спокої. Столиця Кувейту розрослась настільки, що довелось переносити фортечні стіни на захід.
Відповідно до свідчень сучасників і дослідників Джабір був винятково мудрим, щедрим і шляхетним правителем, він роздавав щедрі пожертви біднякам і нужденним, а також приймав біженців, які рятувались від тиранії османів. За це він отримав прізвисько «Щедрий».
1859 року емір Джабір ас-Сабах помер, після чого владу успадкував його старший син Сабах.